# Kabernik
Kabernik (cyr. Каберник) – wieś w Bośni i Hercegowinie, w Republice Serbskiej, w gminie Višegrad. W 2013 roku liczyła 63 mieszkańców.